# Бита (Болгарія)
Би́та (болг. Бъта) — село в Пазарджицькій області Болгарії. Входить до складу общини Панагюриште.

## Населення
За даними перепису населення 2011 року у селі проживали 1183 особи.
Національний склад населення села:
| Національність   | Кількість осіб | Відсоток |
| ---------------- | -------------- | -------- |
| болгари          | 1108           | 99,4 %   |
| цигани           | 0              | 0 %      |
| не визначились   | 5              | 0,4 %    |
| Всього відповіли | 1115           |          |

Розподіл населення за віком у 2011 році:
Динаміка населення: